# Martin Clemens (homme politique)
Ne doit pas être confondu avec Clément Martin.
Pour les articles homonymes, voir Clemens.
Martin Clemens (né le 19 mars 1939 à Herrnhut) est un homme politique saxon (CDU) et ancien membre du Landtag de Saxe. 

## Biographie
Martin Clemens étudie au lycée de Neugersdorf et l'exploitation minière à ciel ouvert à l'école des mines de Freiberg après avoir terminé ses études secondaires. Il termine ses études en 1963 en tant qu'ingénieur diplômé des mines à ciel ouvert. En 1966, il suit une formation complémentaire en économie à l'académie des mines. De 1963 à 1965, il travaille comme assistant scientifique à l'Institut des carburants de Freiberg et de 1966 à 1967 comme technicien minier à l'usine de lignite d'Oberlausitz à Hagenwerder . De 1968 à 1989, il est directeur adjoint de la production de l'usine de lignite d'Oberlausitz. 
Martin Clemens est membre des Frères moraves Évangéliques, est marié et père de 4 enfants. 

## Politique
Martin Clemens est membre de l'Union chrétienne-démocrate d'Allemagne depuis 1957. Jusqu'en mars 1990, il n'a pas eu d'autres fonctions au sein du parti que son travail au sein du comité exécutif du groupe local de Herrnhut. Après la chute du mur en mars 1990, il est membre fondateur de l'association économique de la CDU en Saxe. Lors de la première élection législative libre en mars 1990, il est élu à la Chambre du peuple. À la Chambre du peuple, il est président du Comité pour la coopération économique. Aux élections régionales de Saxe en octobre 1990, il est élu au Landtag pour la 30e circonscription (Görlitz-Land II - Zittau II - Löbau III) avec 61,0 % des voix. Au Landtag, Martin Clemens est vice-président de la commission du budget et des finances, membre de la commission des pétitions et porte-parole de la politique énergétique du groupe parlementaire CDU. Après une législature, il quitté le Landtag en 1994. 

## Autres mandats
Martin Clemens est impliqué dans des syndicats et est membre du BGL de 1972 à 1989. De 1975 à 1990, il est membre de la Grubenwehr de l'usine de lignite d'Oberlausitz et y est un haut dirigeant depuis 1976. Il est également actif dans l'Église: de 1968 à 1980, il est membre du Conseil des Anciens de la Congrégation des Frères de Herrnhut, en 1980, il est membre du synode du district d'Herrnhut de la Province Européenne continentale de la Fraternité et à partir de 1981 il est président du synode du district d'Herrnhut et vice-président de la commission des finances du synode. 